# シフラー
シフラー（סִפְרָא siphrā’, Sifra）
アラム語「書物」の単数形で、ヘブライ語「セーフェル סֵפֶר」に相当する。
複数形はシフレー。
ユダヤ教文書としては、ワイイクラー（レビ記）を基礎とした、タンナーイームによるハラーハー、つまりミドラーシュ・ハラーハーである。
4世紀頃、イスラエルの地において編纂された。